# Spermophora ranomafana
Spermophora ranomafana là một loài nhện trong họ Pholcidae. Loài này được phát hiện ở Madagascar.